# René Robert
René Robert (Friburgo, 4 de marzo de 1936-París, 20 de enero de 2022) fue un fotógrafo suizo, especializado en retratar artistas de flamenco.

## Biografía
Nació en la ciudad de Friburgo, Suiza, y descubrió la fotografía a los 12 años gracias a un amigo. Aunque quiso estudiar fotografía en Vevey, la negativa de su padre a costear su educación lo llevó a ser aprendiz de un fotógrafo de Lausana durante tres años, después de lo cual se trasladó a Ginebra para trabajar en una agencia de prensa.
A mediados de los años 1960 se trasladó a París. Allí conoció a una bailaora sueca que trabajaba en un tablao llamado "Le Catalan", en la rue des Grands-Augustins. Robert tomó fotografías en blanco y negro de numerosas figuras de ese arte, como Paco de Lucía, Enrique Morente, Chano Lobato, Fernando Terremoto, Israel Galván, Rocío Molina y Andrés Marín.
En la noche del 19 de enero de 2022, mientras caminaba por París, cerca de la plaza de la República, se desplomó en medio de la calle. Permaneció nueve horas tendido en la acera de la rue de Turbigo, sin recibir asistencia de otros transeúntes. Una persona sin hogar se preocupó de su estado y buscó ayuda; unos bomberos llegaron al lugar a las 6:30. Aunque fue llevado al hospital, el fotógrafo falleció de hipotermia ese 20 de enero.